# Vobkent FK
El Vobkent FK (en uzbeko: Vobkent» futbol klubi, en ruso: Футбольный клуб «Вабкент», Futbolnyj Kłub Wabkient) fue un equipo de fútbol de Uzbekistán que alguna vez jugó en la Liga de fútbol de Uzbekistán, la primera división de fútbol en el país.

## Historia
Fue fundado en el año 2002 en la ciudad de Vobkent y un año más tarde debuta en la Segunda División de Uzbekistán, donde ese mismo año asciende a la Primera Liga de Uzbekistán.
En 2006 el club termina como subcampeón de la Primera Liga de Uzbekistán, con lo que obtiene el ascenso a la Liga de fútbol de Uzbekistán para la siguiente temporada. Su primera aparición en la primera división también fue su despedida luego de terminar en último lugar entre 16 equipos en donde solo hizo 15 puntos en 30 partidos.
El 18 de mayo de 2008 el club abandona la Primera Liga de Uzbekistán por problemas financieros y posteriormente desaparece.

## Jugadores

### Jugadores destacados
- Maksud Karimov